# 二和
二和（ふたわ）は、千葉県船橋市にある地名。1981年の住居表示実施後の町名は二和西及び二和東となっており、旧町名の「二和町」は現存しない。本項では旧地名の二和と現町名の二和西・二和東を包括して記述する。

## 地理
二和川（利根川水系）が流れているため今でも田や空き地が多いが、駅に近い所から住宅開発が進められている。詳しくは二和東1〜6丁目及び二和西1〜6丁目の節を参照のこと。

### 地価
住宅地の地価は、2014年（平成26年）1月1日の公示地価によれば、二和東6-6-5の地点で10万1000円/m2となっている。

## 歴史
明治2年から江戸幕府の軍馬育成の放牧場であった小金牧を貧民救済のため入植開墾させた際、佐倉牧と合わせた入植計画順に数字を振り、瑞祥地名をつけたことに由来する。これらの地名は数字の順に初富、二和、三咲、豊四季、五香、六実、七栄、八街、九美上、十倉、十余一、十余二、十余三と続く。
二和は、1889年（明治22年）の町村制施行時には東葛飾郡八栄村大字二和となった。1937年（昭和12年）、船橋町、葛飾町、八栄村、法典村、塚田村が合併して船橋市が成立し、二和は同市の大字となる。1940年、船橋市は市内の大字を廃して「町」に再編し、大字二和は二和町に変更。1981年（昭和56年）の住居表示により、当地区は二和東1〜6丁目及び二和西1〜6丁目となり、それまでの二和町は廃止された。

## 交通
二和東に京成電鉄松戸線二和向台駅がある。大抵の住民はこの駅を使うが、場所によっては三咲駅、滝不動駅、鎌ヶ谷大仏駅（鎌ケ谷市）の方が近い地域もある。

## 二和東1〜6丁目
二和東（ふたわひがし）は、二和の東部の地名。郵便番号は274-0805。

### 隣接町名
- 咲が丘（北）
- 三咲（東）
- 南三咲（南）
- 金杉（南西）
- 二和西（西）
- 鎌ケ谷（鎌ケ谷市）（北西の一部）

### 世帯数と人口
2017年（平成29年）11月1日現在の世帯数と人口は以下の通りである。
| 丁目         | 世帯数    | 人口    |
| ------------ | --------- | ------- |
| 二和東一丁目 | 199世帯   | 466人   |
| 二和東二丁目 | 236世帯   | 629人   |
| 二和東三丁目 | 478世帯   | 1,427人 |
| 二和東四丁目 | 279世帯   | 801人   |
| 二和東五丁目 | 1,455世帯 | 3,093人 |
| 二和東六丁目 | 1,289世帯 | 2,631人 |
| 計           | 3,936世帯 | 9,047人 |

### 小・中学校の学区
市立小・中学校に通う場合、学区は以下の通りとなる。
| 丁目         | 番地                   | 小学校                                              | 中学校             |
| ------------ | ---------------------- | --------------------------------------------------- | ------------------ |
| 二和東一丁目 | 全域                   | 船橋市立二和小学校                                  | 船橋市立御滝中学校 |
| 二和東二丁目 | 全域                   | 船橋市立二和小学校                                  | 船橋市立御滝中学校 |
| 二和東三丁目 | 5番 8～23番            | 船橋市立三咲小学校                                  | 船橋市立御滝中学校 |
| 二和東三丁目 | 1～4番 6・7番 24・25番 | 船橋市立二和小学校 船橋市立三咲小学校 ※どちらか選択 | 船橋市立御滝中学校 |
| 二和東四丁目 | 1番～7番               | 船橋市立二和小学校 船橋市立三咲小学校 ※どちらか選択 | 船橋市立御滝中学校 |
| 二和東四丁目 | 8〜18番                | 船橋市立三咲小学校                                  | 船橋市立御滝中学校 |
| 二和東五丁目 | 全域                   | 船橋市立三咲小学校                                  | 船橋市立御滝中学校 |
| 二和東六丁目 | 全域                   | 船橋市立三咲小学校                                  | 船橋市立御滝中学校 |

### 施設
1丁目
- 船橋市立二和小学校
- 林歯科

3丁目
- 船橋水道センター
- ふたわ診療所
- コジマ×ビックカメラ船橋店

4丁目
- ミスタータイヤマンクライト船橋店

5丁目
- 二和向台駅（京成電鉄）
- 船橋市役所二和出張所
  - 船橋市二和公民館
- 船橋北図書館
- 船橋市立三咲小学校
- 船橋市立二和保育園
- 船橋二和郵便局
- 東京国税局二和宿舎
- 島野歯科
- 船橋二和病院
- 二和クラシックテニスクラブ

6丁目
- 二和向台駅（京成電鉄）
- 千葉銀行二和向台支店
- 京葉銀行二和向台支店
- 二和ひつじ幼稚園
- デニーズ船橋二和店
- セブンイレブン船橋二和東6丁目店

## 二和西1〜6丁目
二和西（ふたわにし）は、二和の西部の地名。郵便番号は274-0806。

### 隣接町名
- 鎌ケ谷（鎌ケ谷市）（北）
- 二和東（東）
- 金杉（南）
- 南鎌ケ谷（鎌ケ谷市）（南西～西）

### 世帯数と人口
2017年（平成29年）11月1日現在の世帯数と人口は以下の通りである。
| 丁目         | 世帯数    | 人口    |
| ------------ | --------- | ------- |
| 二和西一丁目 | 540世帯   | 1,186人 |
| 二和西二丁目 | 320世帯   | 841人   |
| 二和西三丁目 | 385世帯   | 1,025人 |
| 二和西四丁目 | 677世帯   | 1,630人 |
| 二和西五丁目 | 316世帯   | 952人   |
| 二和西六丁目 | 382世帯   | 832人   |
| 計           | 2,620世帯 | 6,466人 |

### 小・中学校の学区
市立小・中学校に通う場合、学区は以下の通りとなる。
| 丁目         | 番地                      | 小学校                                                                   | 中学校             |
| ------------ | ------------------------- | ------------------------------------------------------------------------ | ------------------ |
| 二和西一丁目 | 3番2～15号 6～9番         | 船橋市立金杉台小学校                                                     | 船橋市立御滝中学校 |
| 二和西一丁目 | 1・2番 3番1号 4・5番 10番 | 船橋市立二和小学校 船橋市立金杉台小学校 ※どちらか選択                    | 船橋市立御滝中学校 |
| 二和西二丁目 | 全域                      | 船橋市立二和小学校 船橋市立金杉台小学校 ※どちらか選択                    | 船橋市立御滝中学校 |
| 二和西三丁目 | 全域                      | 船橋市立二和小学校 船橋市立金杉台小学校 ※どちらか選択                    | 船橋市立御滝中学校 |
| 二和西四丁目 | 1～9番                    | 船橋市立二和小学校 船橋市立金杉台小学校 船橋市立三咲小学校 ※どちらか選択 | 船橋市立御滝中学校 |
| 二和西四丁目 | 10～36番                  | 船橋市立三咲小学校                                                       | 船橋市立御滝中学校 |
| 二和西五丁目 | 16～19番                  | 船橋市立三咲小学校                                                       | 船橋市立御滝中学校 |
| 二和西五丁目 | 1～15番                   | 船橋市立二和小学校 船橋市立金杉台小学校 船橋市立三咲小学校 ※どちらか選択 | 船橋市立御滝中学校 |
| 二和西六丁目 | 1～6番                    | 船橋市立二和小学校 船橋市立金杉台小学校 船橋市立三咲小学校 ※どちらか選択 | 船橋市立御滝中学校 |
| 二和西六丁目 | 7～27番                   | 船橋市立三咲小学校                                                       | 船橋市立御滝中学校 |

### 施設
- 千葉県立船橋二和高等学校（1丁目）
- 船橋二和グリーンハイツ（1丁目）